# Le Jardin (chanson)
Pour les articles homonymes, voir Jardin (homonymie).
Singles de Étienne Daho
Les Flocons de l'été Après le blitz
Pistes de Blitz
Chambre 29
(2) Les Baisers rouges
(4)
Le Jardin est une chanson interprétée par Étienne Daho sortie en tant que 3e piste de l'album studio Blitz en 2017, puis extraite en tant que deuxième single de l'album en 2018, après Les Flocons de l'été. Elle est produite par Étienne Daho et Fabien Waltmann.

## Historique
Le chanteur rend hommage à sa sœur, Jeanne Daho, décédée brutalement en janvier 2016. Mais, malgré cette disparition, il s'agit d'un « hommage joyeux et doux. »

## Liste des pistes
Version vinyle
1. Le Jardin - 3:15
2. Les Baisers rouges - 3:51

Version single
1. Le Jardin (Single Version) - 3:18
2. Le Jardin (Italoconnection Remix) - 3:56
3. Le Jardin (« Le Fruit Défendu » Vitalic Remix) - 4:57